# 山本巧 (国土交通技官)
山本 巧（やまもと たくみ、1966年〈昭和41年〉12月12日 - ）は、日本の建設・国土交通技官。

## 経歴
大阪府高槻市出身。大阪府立高槻北高等学校を経て、1991年（平成3年）、京都大学大学院工学研究科を修了し、建設省に入省。
入省後、国土技術政策総合研究所高度情報化研究センター高度道路交通システム研究室主任研究官、九州地方整備局宮崎河川国道事務所長、同局企画部企画調整官、道路局企画課道路計画調整官、同局高速道路課高速道路事業調整官、同局道路交通管理課高度道路交通システム推進室長、福岡県県土整備部長、道路局高速道路課長、同局企画課長などを歴任。道路局で交通安全、バリアフリー、電線地中化、自転車に関する業務などを担った。
2022年（令和4年）6月28日、東北地方整備局長に就任。
2024年（令和6年）7月1日、道路局長に就任。
2025年（令和7年）7月1日、内閣官房内閣審議官（内閣官房副長官補付）兼国土強靭化推進室次長に就任。

#### リスト
1. ↑  [9][10][11][12][13][14][15][16][17]

| 官職          | 官職                                       | 官職          |
| ------------- | ------------------------------------------ | ------------- |
| 先代 丹羽克彦 | 内閣官房国土強靭化推進室次長 2025年 -      | 次代          |
| 先代 丹羽克彦 | 国土交通省道路局長 2024年 - 2025年         | 次代 沓掛敏夫 |
| 先代 稲田雅裕 | 国土交通省東北地方整備局長 2022年 - 2024年 | 次代 西村拓   |
| 先代 村山一弥 | 福岡県県土整備部長 2015年 - 2018年         | 次代 見坂茂範 |